# Sphaerodactylus goniorhynchus
Sphaerodactylus goniorhynchus är en ödleart som beskrevs av  Cope 1895. Sphaerodactylus goniorhynchus ingår i släktet Sphaerodactylus och familjen geckoödlor. IUCN kategoriserar arten globalt som nära hotad. Inga underarter finns listade i Catalogue of Life.